# Маисашвили, Георгий
Гео́ргий (Гия) Маисашви́ли (груз. გიორგი [გია] მაისაშვილი; 24 ноября 1962, Тбилиси, Грузинская ССР — 26 февраля, 2018, США) — грузинский политический деятель, бывший советник и имиджмейкер Михаила Саакашвили. Лидер Партии будущего (с 2007 года), находящейся в умеренной оппозиции к Саакашвили.

## Биография
Родился в Тбилиси в 1962 году. В начале 1990-х годов участвовал в движении за отделение Грузии, поддерживал Звиада Гамсахурдия. После свержения Гамсахурдиа в 1992 году эмигрировал в США. Окончил Институт администрации им. Джона Ф. Кеннеди Гарвардского университета в 1997 году, впоследствии работал в американской компании Enron.
В 2003 году вернулся в Грузию по приглашению Михаила Саакашвили, став автором экономической программы партии «Единое национальное движение». Во время государственного переворота («революция роз») был имиджмейкером и экономическим советником Саакашвили. После прихода к власти Саакашвили покинул его команду и в мае 2004 года организовал оппозиционное общественное движение «Правительство будущего». В сентябре 2007 года движение было преобразовано в «Партию будущего».
На президентских выборах 2008 года набрал 0,78 процента голосов, заняв шестое место. Представитель его избирательного штаба назвал выборы «вторым пришествием, в ходе которого оживили всех мертвых и вернули всех граждан, когда-то покинувших страну по разным причинам».
26 февраля 2018 году умер от рака головного мозга в штате Калифорния. Похоронен с почестями в тбилисском соборе Сиони.